# Unterseeboot 25 (1936)
Pour les articles homonymes, voir Unterseeboot 25.
Le Unterseeboot 25 ou U-25 est un sous-marin allemand (U-Boot) de type I.A de la Kriegsmarine de la Seconde Guerre mondiale.
Il a connu une courte carrière de guerre, avec succès.

## Présentation
Mis en service le 6 avril 1936, l'U-25 sert jusqu'en 1940 comme navire de formation et à des fins de propagande par le gouvernement nazi. Au cours de ses essais, l'U-Boot de type I.A se montre difficile à manœuvrer en raison de sa mauvaise stabilité et de sa vitesse de plongée trop lente. Au début de 1940, l'U-Boot est appelé en missions de combat en raison de la pénurie de sous-marins disponibles. 

L'U-25 participe à cinq patrouilles de guerre, coulant huit vaisseaux et en endommageant gravement un autre.
Il réalise sa première patrouille, quittant le port de Wilhelmshaven, le 18 octobre 1939, sous les ordres du Kapitänleutnant Viktor Schütze pour l'Atlantique Nord, au large du golfe de Gascogne. L'U-Boot arraisonne cinq navires battant pavillon neutre pour contrôler une éventuelle contrebande. Le 3 novembre, un défaut technique entraine la désactivation du canon de pont. Après 33 jours en mer et un navire marchand français de 5 814 tonneaux coulé, l'U-25 retourne à son port d'attache le 19 novembre 1939.
Sa deuxième patrouille, du 13 janvier au 19 février 1940, soit 38 jours de mer, l'entraine dans l'Atlantique Nord au large du Portugal et de Gibraltar. Il coule six navires pour un total de 27 335 tonneaux. 

Le 17 janvier 1940 à dix nautiques au nord des îles Shetland, l'U-25 torpille le navire marchand britannique SS Polzella. Le navire neutre norvégien Enid (Capitaine Wibe), en route vers Dublin, porter assistance au Polzella. L'U-25 canonne et coule l' Enid, dont l'équipage réussit à s'échapper en canots de sauvetage. Aucun membre d'équipage du Polzella ne survécut.

De retour à Wilhelmshaven, le Kapitänleutnant Viktor Schütze est décoré le 21 février 1940 de la Croix de fer 1re classe.
Pour troisième patrouille, du 3 avril au 6 mai 1940, soit 34 jours de mer, il rejoint le groupe d'U-Boote 1 (Narvik), avec les U-Boote U-46, U-51, U-64 et U-65 pour sécuriser les voies maritimes au cours de l'Opération Weserübung, l'invasion allemande du Danemark et de la Norvège.

Les 13 et 14 avril, l'U-Boot repère le cuirassé britannique HMS Warspite par trois fois au cours de son attaque de Narvik, mais à chaque fois l'U-25 ne trouve pas de bonne position de tir. Plus tard, l'U-25 explore au large des îles Shetland, mais doit rentrer au port en raison de pannes de moteur et radio. Cette patrouille s'achève sans succès.
Le 19 mai 1940, le Kapitänleutnant Viktor Schütze cède le commandement de l'U-25 au Kapitänleutnant Heinz Beduhn.
Sa quatrième patrouille, du 8 au 29 juin 1940, soit 22 jours en mer, le fait naviguer dans l'Atlantique nord et dans le Golfe de Gascogne. Il coule le 13 juin le navire de guerre britannique HMS Scotstoun de 17 046 tonneaux et endommage le 19 juin un navire marchand français de 7 638 tonneaux.

Le lendemain de son retour à Wilhelmshaven, le 30 juin 1940, le Kapitänleutnant Heinz Beduhn est décoré de la Croix de fer 2e classe et de l'Insigne de combat des U-Boote grâce à ce succès contre le navire britannique.
Sa cinquième et dernière patrouille le fait prendre la mer à partir de Wilhelmshaven le 1er août 1940 pour une mission de pose de mines près de la Norvège en Mer du Nord. Le 2 août 1940, l'U-25 est porté disparu à la position géographique 54° 14′ N, 5° 07′ E, probablement lors de son passage à travers le barrage de mines britanniques no 7. Les 49 membres d'équipage périssent avec l'U-Boot.

## Affectations
- Unterseebootsflottille "Saltzwedel" du 1er avril 1936 au 31 décembre 1939 à Wilhelmshaven (navire-école)
- 2. Unterseebootsflottille du 1er janvier au 1er août 1940 à Wilhelmshaven (service active)

## Commandements
- Korvettenkapitän Eberhard Godt du 6 avril 1936 au 3 janvier 1938
- Kapitänleutnant Werner von Schmidt du 3 janvier au 12 décembre 1938
- Kapitänleutnant Otto Schuhart du 10 décembre 1938 au 3 avril 1939
- Georg-Heinz Michel du 4 avril au 4 septembre 1939
- Korvettenkapitän Viktor Schütze du 5 septembre 1939 au 19 mai 1940
- Kapitänleutnant Heinz Beduhn du 20 mai au 1er août 1940

Nota: Les noms de commandants sans indication de grade signifie que leur grade n'est pas connu avec certitude à notre époque à la date de la prise de commandement.

## Navires coulés
L'Unterseeboot 25 a coulé 7 navires marchands ennemis pour un total de 33 209 tonneaux et un navire de guerre de 17 046 tonneaux et endommagé un autre navire marchand de 7 638 tonneaux au cours des 5 patrouilles (128 jours en mer) qu'il effectua.
| Date            | Nom            | Nationalité | Tonnage (GRT) | Fait      |
| --------------- | -------------- | ----------- | ------------- | --------- |
| 31 octobre 1939 | Baoulé         | France      | 5 874         | Coulé     |
| 17 janvier 1940 | Enid           | Norvège     | 1 140         | Coulé     |
| 17 janvier 1940 | Polzella       | Royaume-Uni | 4 751         | Coulé     |
| 18 janvier 1940 | Pajala         | Suède       | 6 873         | Coulé     |
| 22 janvier 1940 | Songa          | Norvège     | 2 589         | Coulé     |
| 3 février 1940  | Armanistan     | Royaume-Uni | 6 805         | Coulé     |
| 13 février 1940 | Chastine Mærsk | Danemark    | 5 177         | Coulé     |
| 13 juin 1940    | HMS Scotstoun  | Royaume-Uni | 17 046        | Coulé     |
| 19 juin 1940    | Brumaire       | France      | 7 638         | Endommagé |

### Sources
- (en) Cet article est partiellement ou en totalité issu de l’article de Wikipédia en anglais intitulé « German submarine U-25 (1936) » (voir la liste des auteurs).